# شوران (ديناران)
شوران (بالفارسية: شوران) هي قرية تقع في إيران في قسم دیناران الريفي. يقدر عدد سكانها بـ 158 نسمة بحسب إحصاء 2016.